# 駐日ザンビア大使館

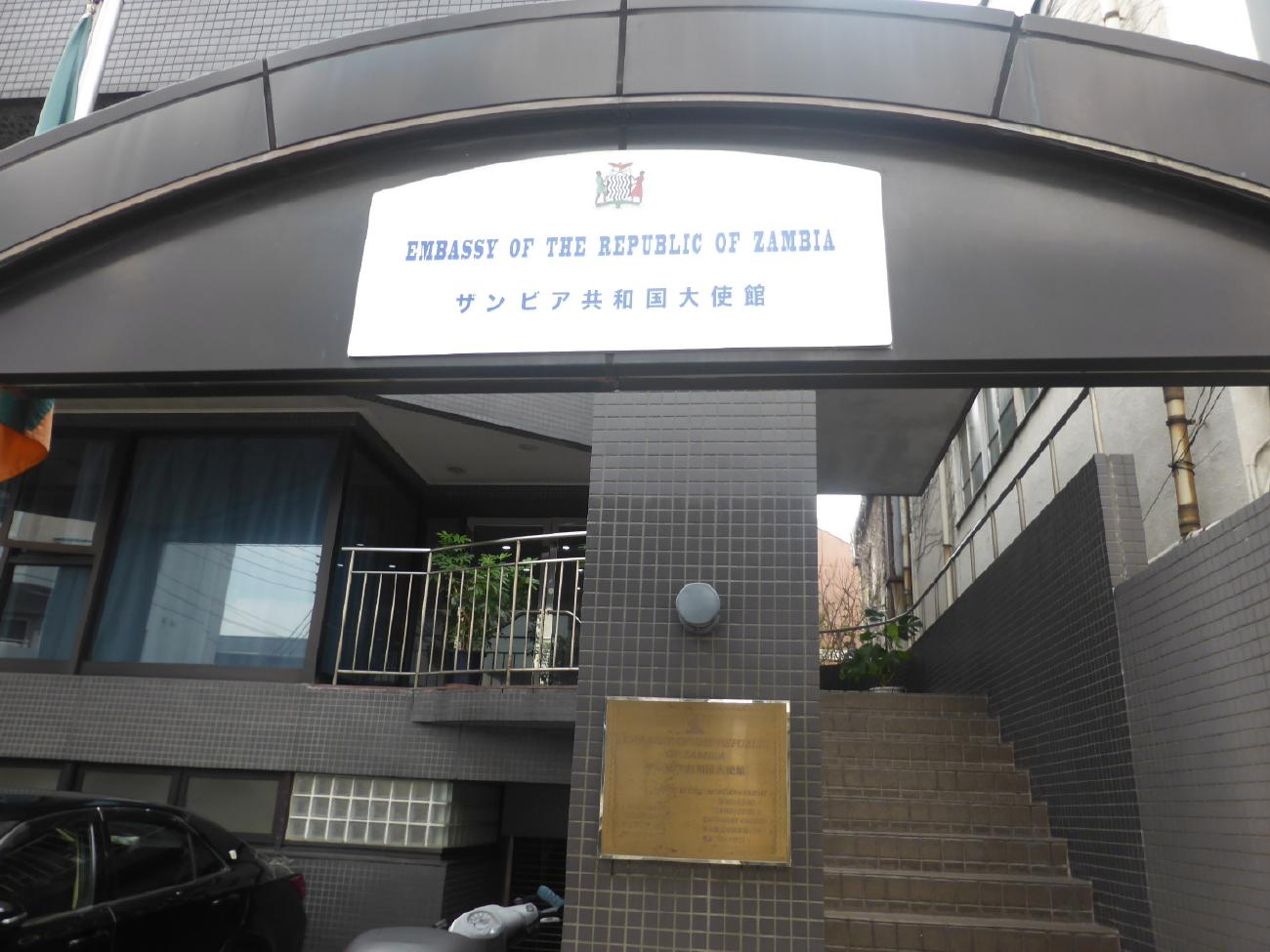
ザンビア大使館表札

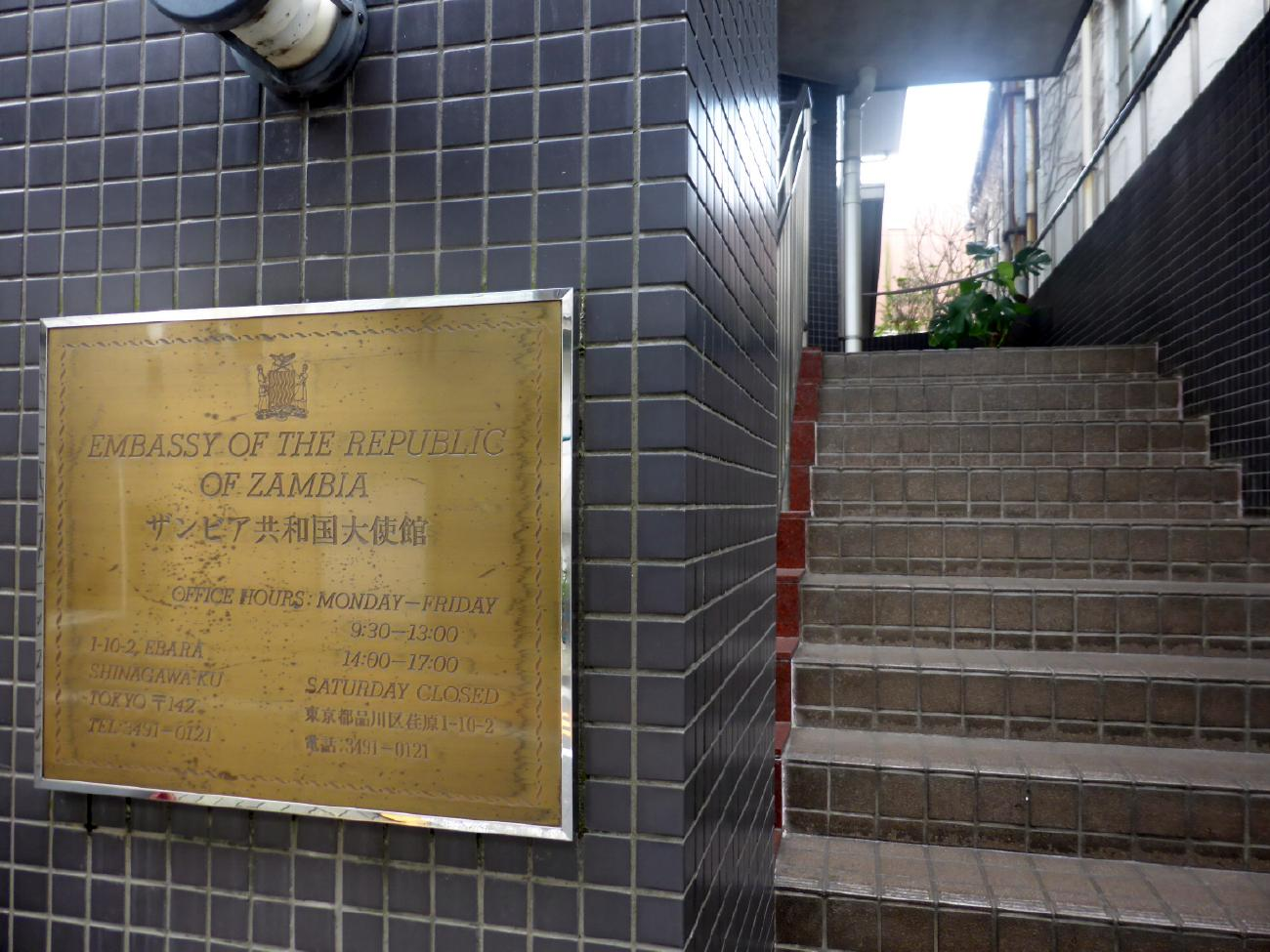
ザンビア大使館表札

駐日ザンビア大使館（英語: Embassy of Zambia in Japan）は、ザンビアが日本の首都東京に設置している大使館である。1964年10月24日のザンビア独立と同時に日本は同国を承認。1975年8月に駐日ザンビア大使館が開設された。

## 所在地
- 住所　  :〒142-0063　東京都品川区荏原1丁目10-2[2]
- アクセス: 東急目黒線不動前駅

## 大使公邸
- 住所　  :〒112-0006 東京都文京区小日向３丁目１１−４
- アクセス:東京メトロ丸ノ内線茗荷谷駅2番出口

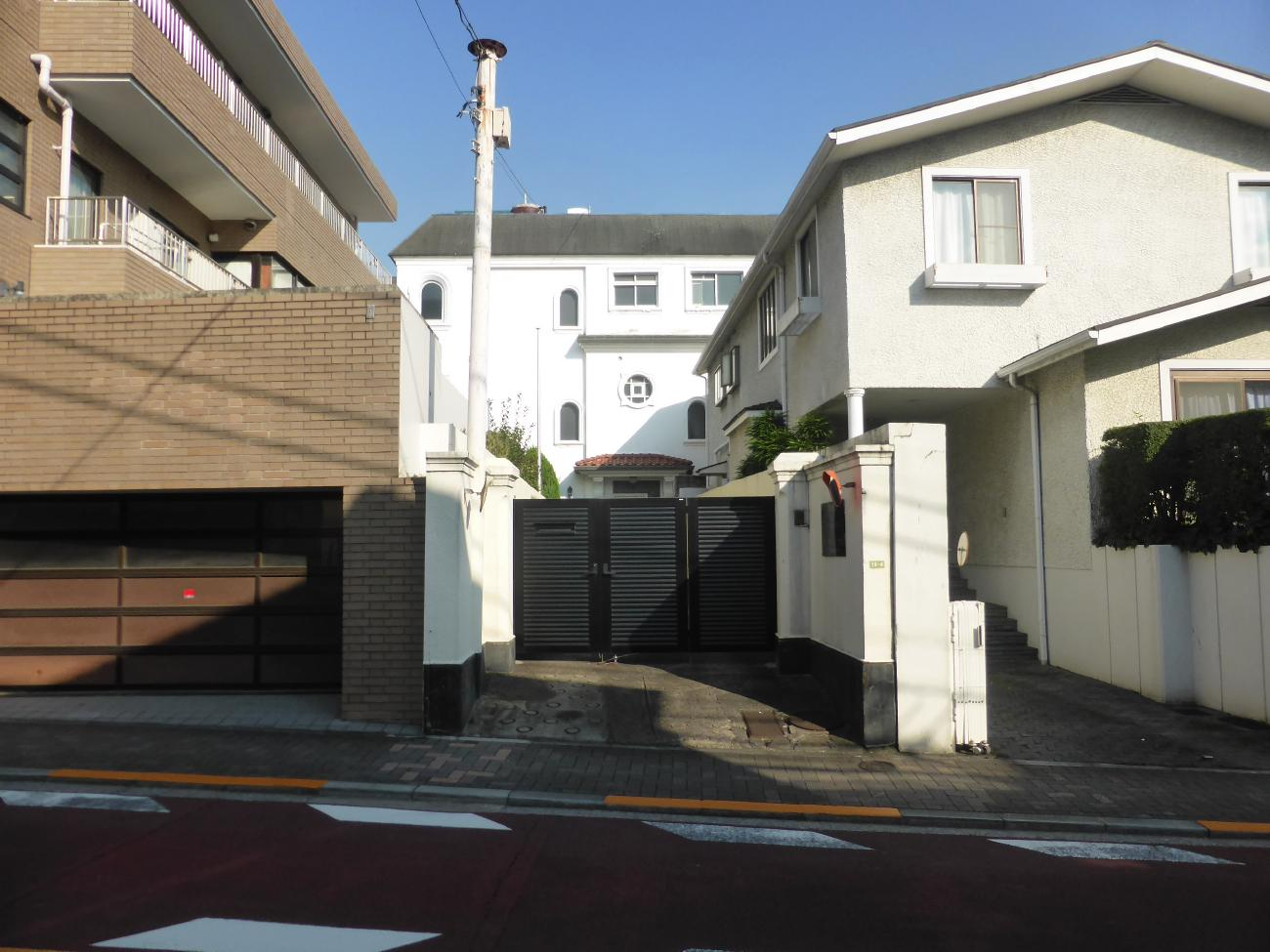
ザンビア大使公邸正面玄関
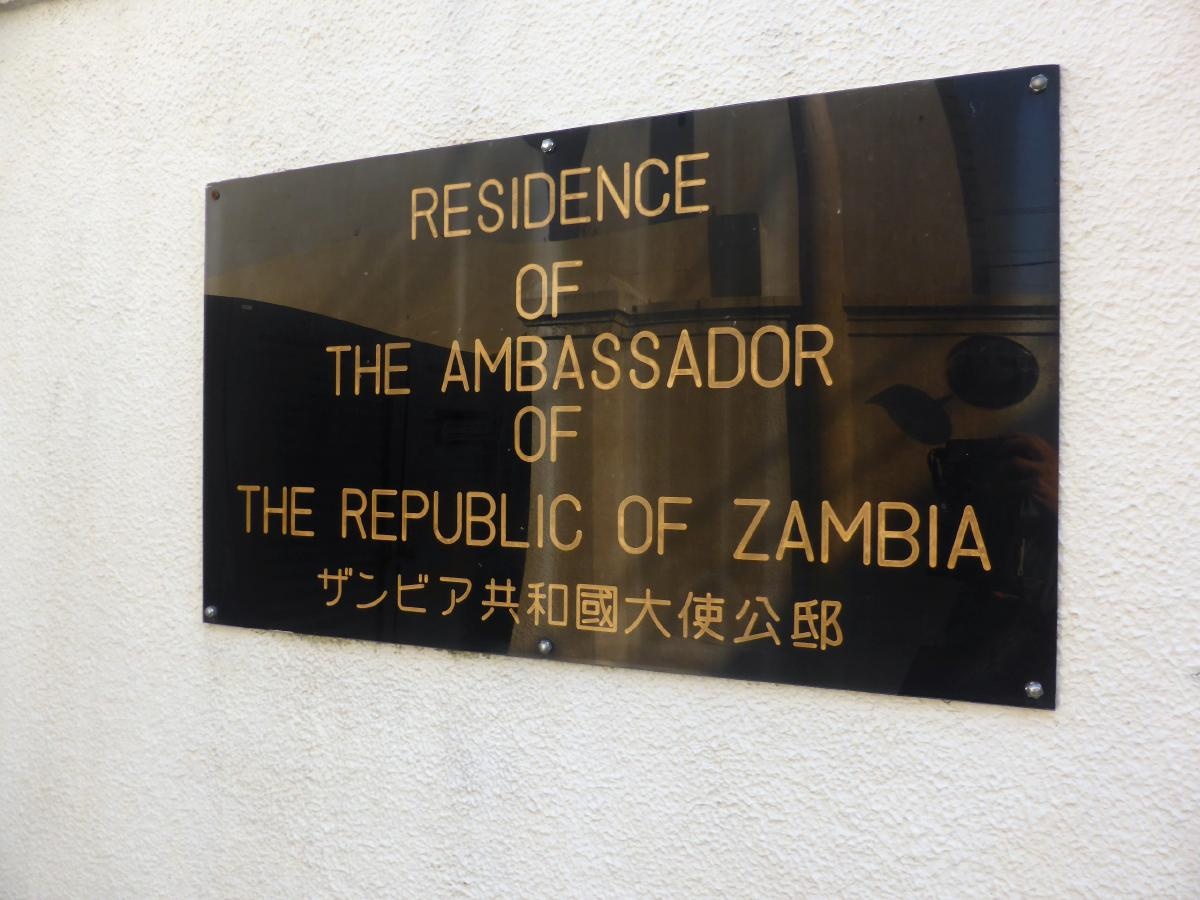
ザンビア大使公邸表札

## 大使
2023年7月20日より、トバイアス・ムリンビカが特命全権大使を務めている。